# Divisió de Jhansi
La divisió de Jhansi és una entitat administrativa de l'Uttar Pradesh a l'Índia. La capital és Jhansi (ciutat) i està formada pels següents districtes:
- Districte de Jhansi
- Districte de Jalaun
- Districte de Lalitpur

La divisió es troba al Bundelkhand històric. El 1853 els districtes de Jhansi, Chanderi (rebatejat Lalitpur el 1861) i Jalaun foren posats junts sota un subsuperintendent subordinat al comissionat dels territoris de Saugor i Narbada amb seu a Jubbulpore; El 1858 foren separats de la divisió de Jubbulpore i administrats com a divisió de la província d'Agra amb el sistema de no regulada; el 1863 se li va afegir el districte d'Hamirpur. El 1891 els districtes foren inclosos a la divisió d'Allahabad a les Províncies Unides d'Agra i Oudh, sota la llei ordinaria. Amb l'Índia independent es va crear la divisió dins l'estat d'Uttar Pradesh el 1950.